# Mezei Dániel
Mezei Dániel (Budapest, 1970. november 15. –) sportriporter, kommentátor, kommunikációs és marketing szakember.

## Életpálya
1992 decemberében a Magyar Rádióban kezdett dolgozni, Molnár Dániel hívására. 1993-tól a Duna Televízió sportosztályának tagja. 1999 őszén az MTV-be a Telesporthoz szerződött, közben 1998 és 2000 között a Danubius Rádió sportfőszerkesztője.
A Magyar Televízióban kommentátorként  többek közt: a magyar férfi vízilabda-válogatott pekingi győzelmét (2008), öt éven át Talmácsi Gábor és a MotoGP futamait, így Talmácsi 125 cm³-s gyorsasági motoros világbajnoki sikerét (2007) közvetíthette. 2000-től két éven át  Formula–1-es kommentátorként dolgozott. Négy olimpiáról (Sydney 2000, Athén 2004, Peking 2008, London 2012) tudósított, közvetített. Több kiemelt közérdeklődésű eseményen (választási műsor, labdarúgó-világbajnokság, téli olimpia, vizes világbajnokságok és Eb-k) kommentátorként, szerkesztő-műsorvezetőként dolgozott. 2012-ben egy évig ismét Formula–1-es futamokat közvetített segítve a száguldó cirkusz visszatérését a közszolgálati televízióhoz. 2014-ben kommentátorként részt vett a brazíliai labdarúgó-világbajnokságon, majd vezető szerkesztőként részese volt az M4 Sport elindulásának. 2016. június 16-án közös megegyezéssel távozott az MTVA-tól.
2017-től három évig, Talmácsi Gábor, Szabó Róbert és Sebestyén Péter mellett a MotoGP kommentátora a Spíler TV-n.
2017 januárjától a Testnevelési Egyetem kommunikációs és rendezvényszervő osztályának vezetője. 
2018 decembere és 2020 májusa között a Nemzeti Sportügynökség ügyvezetője, majd marketing-vezetője. 2020. szeptemberétől a Magyar Egyetemi- és Főiskolai Sportszövetség (MEFS) Kommunikációs és Marketing Bizottságának elnöke.
Eközben a korábbi Gazdasági Rádió, a Trend FM műsorvezetőjeként sport és építészeti témájú műsorait készítette, létrehozta – Kendik Géza (A4 Stúdió) építésszel – az ARCHICHAT címre hallgató építészeti, nem szakmai fórumát.
Ezt követően több építészeti témájú filmet készített, többek közt az erdélyi magyar építészekről szóló hiánypótló alkotást, Közös égbolt alatt címmel, az NKA támogatásával.
2021-ben az ötletgazda Horváth Lászlóval, a Fonó Budai Zeneház ügyvezetőjével, Varga Ádám producerrel és Kubinyi Júlia, Laposa Julianna és Paár Julcsi népdalénekessel, zeneterapeutával elindította a PajtaKult nevű kezdeményezést, amelynek kreatív producere, műsorvezetője. A "Kultúra újragondolva", "A régi az új" címszavak alatt futó mozgalom hiánypótlónak bizonyult és a koronvírus-járvány után megváltozott kultúrafogyasztási szokásokat felkarolva országosan is ismertté vált. A Szarvas József Kossuth-díjas színművész által csak "Fenntartható lassulásnak" nevezett kultúra újrateremtő tevékenység a puritán terek megtöltésének népszerűsítését szorgalmazza.        

Általános iskolába Budapesten, gimnáziumba Budakeszin, egyetemre Miskolcon járt, ahol – politikai kommunikáció szakirányon – politológus végzettséget szerzett.

## Családja
Budapesten született. Édesapja Mezei Ottó művészettörténész, édesanyja Mezei Ottóné (Legéndi Klára) tanár, agrármérnök, a magyarországi biokultúra- és Waldorf-mozgalom egyik meghatározó tagja. Három testvére van, Kristina Mezei (1953) svéd újságíró, művészettörténész, Mezei Balázs (1960) vallásfilozófus, irodalmár, habilitált egyetemi tanár és Mezei Mihály (1961) agrármérnök. Nős, felesége Bécsi Edina. Három gyermekük van: Réka Sára, Luca Eszter és Kinga Hanna.